# Estación Onoyama
La Estación Onoyama  será una de las estaciones del Metro de Brasilia, situada en la ciudad satélite de Taguatinga, entre la Estación Praça do Relógio y la Estación Centro Metropolitano.
Aunque el metro pase por la región, apenas existe el espacio destinado a la construcción de la estación, todavía sin previsión de conclusión. Actualmente la estructura subterránea está concluida.